# Charadriidae
Famille
Les Charadriidae (ou charadriidés en français) sont une famille d'oiseaux nommés vanneaux, pluviers et gravelots. Cette famille est constituée de 11 genres et de 69 espèces existantes.

## Description
Ce sont des limicoles de taille petite à moyenne (entre 12 et 38 cm), à l'attitude dressée, à la tête arrondie et au court bec pointu.

## Répartition
On les trouve dans toutes les régions du monde, excepté l'Antarctique. Presque toutes les régions en accueillent plusieurs espèces. Ils apprécient les habitats ouverts, aussi bien humides que secs, ceux-ci incluant une grande variété de zones humides, rivages marins, prairies, toundras, steppes et semi-déserts.

## Systématique

### Sous-familles
À la suite de la mise à jour de la classification de l'Union internationale des ornithologues (version 14.1, 2024), la division de la famille en sous-familles est incertaine.
- Les Pluvialinae comprenant 4 espèces :
  - le genre  Pluvialis (4 espèces)
- Les Charadriinae comprenant 11 espèces :
  - le genre Charadrius (11 espèces)
- Les Vanellinae comprenant 23 espèces dont 1 éteinte :
  - le genre Vanellus (23 espèces)
- Les Anarhynchinae comprenant 24 espèces (nouvelle sous-famille) :
  - le genre Anarhynchus (24 espèces)

- le genre Oreopholus (1 espèce)
- le genre Zonibyx (1 espèce)
- le genre Phegornis  (1 espèce)
- le genre Eudromias (1 espèce)
- le genre Hoploxypterus (1 espèce)
- le genre Erythrogonys (1 espèce)
- le genre Peltohyas (1 espèce)

La position du Vanneau de Cayenne (Hoploxypterus), du Pluvier d'Urville (Zonibyx), du Pluvier oréophile (Oreopholus) et du Pluvier des Andes (Phegornis) au sein de la famille est incertaine.
Le Guignard d'Eurasie (Eudromias) pourrait faire partie des Charadriinae. Le Pluvier ceinturé ( Erythrogonys) ainsi que le Pluvier australien (Peltohyas) pourraient faire partie d'une même sous-famille avec les espèces du genre Anarhynchus.
Ancienne classification selon Alan P. Peterson. :
La famille est divisée en 3 sous-familles :
- Les Vanellinae comprenant 26 espèces :
  - le genre Vanellus (23 espèces dont 1 éteinte)
  - les genres Erythrogonys, Peltohyas et Anarhynchus (1 espèce chacun)
- Les Pluvialinae comprenant 4 espèces :
  - le genre  Pluvialis (4 espèces)
- Les Charadriinae comprenant 6 genres et 38 espèces :
  - le genre Charadrius (32 espèces)
  - le genre Thinornis (2 espèces)
  - les genres Hoploxypterus, Elseyornis, Oreopholus et Phegornis (1 espèce chacun)

### Remarque
La sous-famille des pluvianellinés avec son unique espèce de Pluvianelle magellanique autrefois classée parmi les charadriidés a été considérée comme une famille à part entière par Sibley et Monroe, et maintenant par la classification de référence (version 12.2, 2022) de l'Union internationale des ornithologues.

### Liste des genres et espèces
D'après la classification de référence (version 14.1, 2024)de l'Union internationale des ornithologues, il y a 69 espèces de Charadriidae réparties en 11 genres :
Liste des genres (ordre philogénique) :
- Pluvialis Brisson, 1760 (4 espèces) ;
- Oreopholus Jardine & Selby, 1835 (1 espèce) ;
- Zonibyx Reichenbach, 1852 (1 espèce) ;
- Phegornis Gray, GR, 1847 (1 espèce) ;
- Eudromias Brehm, CL, 1830 (1 espèce) ;
- Charadrius Linnaeus, 1758 (11 espèce) ;
- Hoploxypterus Bonaparte, 1856 (1 espèce) ;
- Vanellus Brisson, 1760 (23 espèces dont 1 éteinte) ;
- Erythrogonys Gould, 1838 (1 espèce) ;
- Peltohyas Sharpe, 1896 (1 espèce) ;
- Anarhynchus Quoy & Gaimard, 1832 (24 espèces).